# همیلتون (مینه‌سوتا)
همیلتون (به انگلیسی: Hamilton) یک منطقهٔ مسکونی در ایالات متحده آمریکا است که در شهرستان فیلمور، مینه‌سوتا واقع شده‌است. همیلتون ۳۸۴٫۰۵ متر بالاتر از سطح دریا قرار دارد.